# (7994) Bethellen
(7994) Bethellen est un astéroïde de la ceinture principale.

## Description
(7994) Bethellen est un astéroïde de la ceinture principale. Il a été découvert le 15 février 1983 à la station Anderson Mesa par Edward L. G. Bowell. Il présente une orbite caractérisée par un demi-grand axe de 3,06 UA, une excentricité de 0,11 et une inclinaison de 0,0° par rapport à l'écliptique.

## Compléments